# جنگل چای باستانی کوه جینگمای

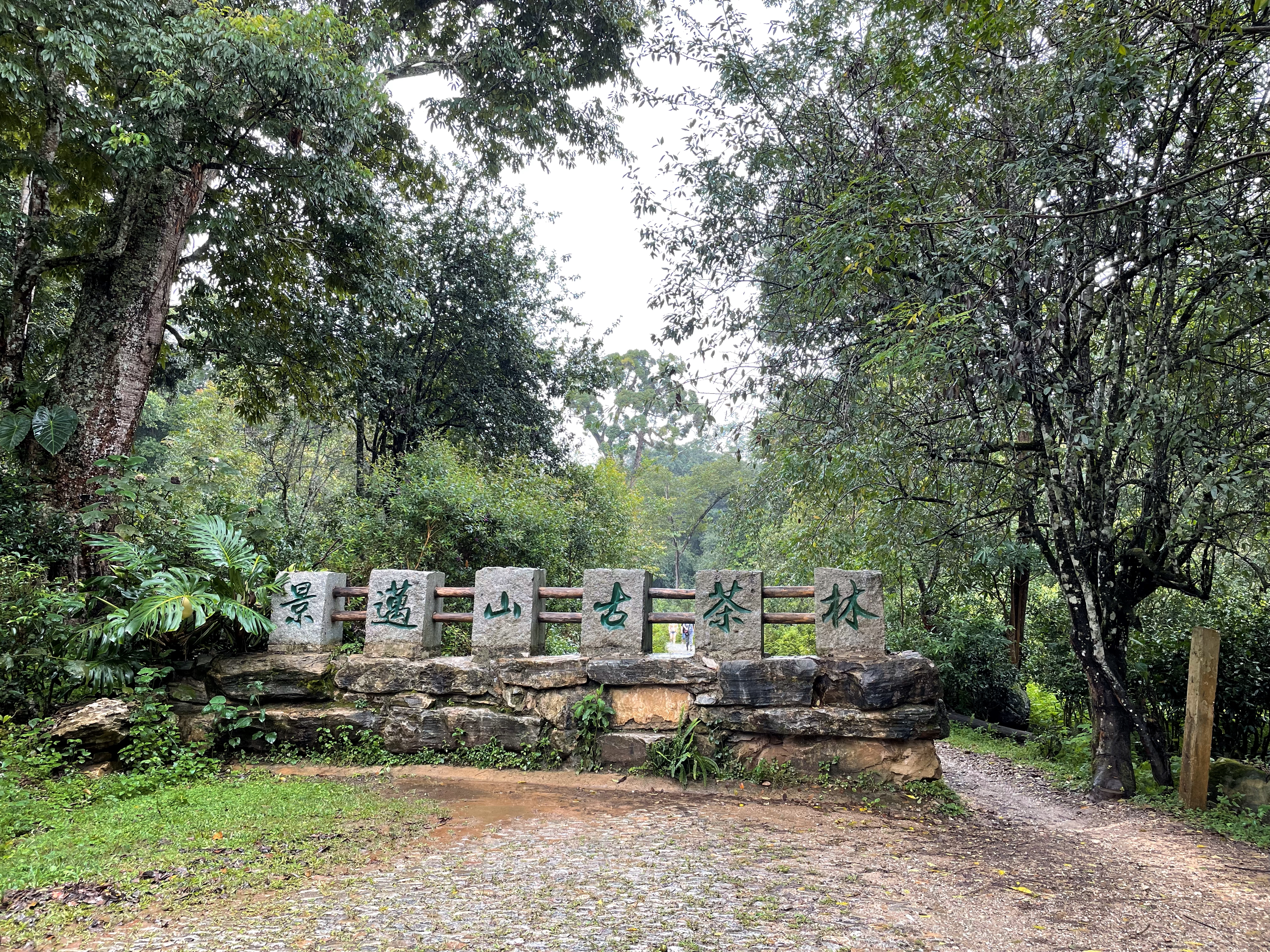

جنگل باستانی چای جینگمای پوئر در یون‌نان، شهر پوئر، و در بخش جنوب شرقی بخش خودمختار لاهو لانسنگ بر روی کوه جینگمای واقع شده است. این منطقه یکی از نمونه‌های برجستهٔ جنگل‌های چای کشت‌شدهٔ انسانی به‌شمار می‌رود و از پنج منطقهٔ باستانی کشت چای، ۹ روستای تاریخی و سه منطقهٔ جنگلی محافظت‌شده تشکیل شده است. در سال ۲۰۱۳، باغ باستانی چای جینگمای در فهرست هفتمین گروه از میراث فرهنگی حفاظت‌شدهٔ ملی چین ثبت شد. در ۱۷ سپتامبر ۲۰۲۳، چشم‌انداز فرهنگی جنگل باستانی چای جینگمای پوئر در چهل و پنجمین نشست میراث جهانی یونسکو به‌عنوان میراث جهانی به ثبت رسید.

## معرفی
روستای جینگمای عمدتاً محل سکونت قوم دای است، درحالی‌که روستای مانگ‌جینگ بیشتر توسط قوم برونگ اشغال شده است. جنگل باستانی چای جینگمای نمونه‌ای از چای یوان (چای بزرگ‌برگ یون‌نان) است که پیشینیان قوم‌های برونگ و دای آن را به‌صورت دستی پرورش داده‌اند. این جنگل یکی از بزرگ‌ترین و قدیمی‌ترین جنگل‌های چای کشت‌شدهٔ انسانی در جهان محسوب می‌شود و همچنان به‌خوبی حفظ شده است. بین قرون دهم تا چهاردهم، هنگامی که نیاکان برونگ و دای به کوه جینگمای مهاجرت کردند، مناطق گسترده‌ای از درختان چای وحشی یافتند. این اقوام در جنگل‌ها سکونت گزیدند و درختان چای را در اطراف سکونتگاه‌های خود به‌صورت سازمان‌یافته کاشتند و یک سنت کشت چای در زیر سایهٔ جنگل را پایه‌گذاری کردند. در دوران دودمان مینگ و دودمان چینگ، با رونق تجارت چای، مقیاس کشت چای در کوه جینگمای گسترش یافت و جنگل‌های چای به یکی از منابع اقتصادی مهم اقوام بومی تبدیل شد.
چشم‌انداز فرهنگی جنگل باستانی چای جینگمای پوئر شامل پنج جنگل چای بزرگ، پنج روستای برونگ و چهار روستای دای، و سه منطقهٔ جنگلی محافظت‌شده است. مجموع مساحت این منطقه ۱۹٬۰۹۵٫۷۴ هکتار است که ۷٬۱۶۷٫۸۹ هکتار آن در محدودهٔ میراث جهانی و ۱۱٬۹۲۷٫۸۵ هکتار در منطقهٔ حائل قرار دارد. منطقهٔ اصلی میراث جهانی شامل روستاهای جینگمای و مانگ‌جینگ در بخش هوی‌مین است که در مجموع ۱۰ روستا (۹ روستای تاریخی)، ۱٬۲۳۱ خانوار و ۵٬۰۸۸ نفر را در بر می‌گیرد. منطقهٔ حائل نیز شامل روستاهای جینگمای، مانگ‌جینگ، مانگ‌یون، و منطقه نوفو در روستای منگ‌سونگ است که در مجموع پنج روستا، ۲۶۵ خانوار و ۱٬۱۲۶ نفر را شامل می‌شود. در این منطقه، پنج جنگل چای حفظ‌شده، ازجمله جنگل چای دپینگژانگ و جنگل چای مانگ‌جینگ‌شان، با مساحت ۱٬۱۸۰ هکتار قرار دارند. برآوردها نشان می‌دهد که تعداد درختان چای باستانی در این محدوده بیش از ۱٫۲ میلیون اصله است.